# Cantone di Semur-en-Brionnais
Il Cantone di Semur-en-Brionnais era una divisione amministrativa dell'arrondissement di Charolles.
È stato soppresso a seguito della riforma complessiva dei cantoni del 2014, che è entrata in vigore con le elezioni dipartimentali del 2015.
Comprendeva i comuni di:
- Briant
- Fleury-la-Montagne
- Iguerande
- Ligny-en-Brionnais
- Mailly
- Oyé
- Saint-Bonnet-de-Cray
- Saint-Christophe-en-Brionnais
- Saint-Didier-en-Brionnais
- Sainte-Foy
- Saint-Julien-de-Jonzy
- Sarry
- Semur-en-Brionnais
- Varenne-l'Arconce